# Capital (departamento de Tucumã)
Capital é um departamento da Argentina, localizado na
província de Tucumã.